# Placoschema
Placoschema is een kevergeslacht uit de familie van de boktorren (Cerambycidae). De wetenschappelijke naam van het geslacht werd voor het eerst geldig gepubliceerd in 2010 door Chemsak & Hovore.

## Soorten
Placoschema is monotypisch en omvat slechts de volgende soort:
- Placoschema dimorpha Chemsak & Hovore, 2010